# Walerian Heck
Walerian Heck (ur. 19 stycznia 1854 w Chodorowie) – nauczyciel historii i geografii, autor artykułów w Słowniku geograficznym Królestwa Polskiego.

## Życiorys
Urodził się 19 stycznia 1854 w Chodorowie. W 1872 zdał egzamin dojrzałości w C. K. Gimnazjum w Brzeżanach. Od 1872 do 1874 odbył studia podstawowe na Wydziale Filozoficznym Uniwersytetu Lwowskiego, a od 1875 do 1876 o specjalności historii.
1 kwietnia 1877 podjął pracę nauczyciela. Od tego czasu do 1886 pracował w C. K. Gimnazjum w Stanisławowie. 4 lipca 1882 złożył egzamin nauczycielski w zakresie nauczania historii i geografii. 9 lipca 1887 został mianowany nauczycielem rzeczywistym. Od tego roku do 1890 uczył w C. K. Gimnazjum w Wadowicach. Od 1890 do 1905 pracował w C. K. Gimnazjum św. Anny w Krakowie. Tam w 1892 został mianowany c. k. profesorem. 25 listopada 1905 został mianowany kierownikiem otwartej 1 lutego 1906 filii C. K. I Wyższego Gimnazjum w Tarnopolu z polskim językiem wykładowym, gdzie uczył historii, historii kraju rodzinnego. 15 listopada 1907 został przeniesiony na stanowisko dyrektora C. K. Gimnazjum w Trembowli (formalnie mianowany 11 kwietnia 1908) i sprawował to stanowisko w kolejnych latach. W szkole uczył języka niemieckiego. Był członkiem Komisji Historycznej Akademii Umiejętności. Zasiadał w C. K. Radzie Szkolnej Okręgowej. Według stanu z 1912 był członkiem Towarzystwa Historycznego. W 1920 został przydzielony do Kuratorium Okręgu Szkolnego Lwowskiego z funkcjami referenta.

## Publikacje
- Archiwa miejskie księstw oświęcimskiego i zatorskiego (Kraków, 1891)
- Mapa historyczna Polski (Kraków, 1895, 1912)[12]
- Antarktyka (Kraków, 1903)

## Odznaczenia
austro-węgierskie
- Medal Jubileuszowy Pamiątkowy dla Cywilnych Funkcjonariuszów Państwowych[13]
- Krzyż Jubileuszowy dla Cywilnych Funkcjonariuszów Państwowych[13]